# Metassamia bihemisphaerica
Metassamia bihemisphaerica – gatunek kosarza z podrzędu Laniatores i rodziny Assamiidae.

## Występowanie
Gatunek wykazany z Tajlandii.